# Sävenäs–Degerön
För andra betydelser, se Sävenäs (olika betydelser).
Sävenäs–Degerön var en färjelinje som gick från Sävenäs i Skelleftehamn till Degerön från 1915 fram till 1973 då Sundgrundsbron stod klar. Åren 1943 till 1958 trafikerades sträckan av färjan Signe (byggd 1886).
Från 1958 tog färjorna även biltrafik. Färjorna drevs då av Vägverket. Vintertid gjordes istället för färjetrafik en vinterväg på isen. Under tidigare vår och sen höst fick man istället färdas från Bergsbyn över Bergsbydammen.